# Ouragan Henriette
 (avril 2024).
L'ouragan Henriette est le neuvième cyclone tropical, la huitième tempête nommée et le cinquième ouragan de la saison cyclonique 1995 dans le Pacifique nord-est. Henriette s'est développée à partir d'une onde tropicale qui a émergé de la côte ouest de l'Afrique le 15 août. Après avoir traversé l'Atlantique et avoir traversé dans le Pacifique oriental le 29 août, le système a développé une circulation fermée en surface et été déclaré une dépression tropicale le 1er septembre.
Le lendemain, elle a été rehaussée à tempête tropicale nommée Henriette, puis en ouragan le 3 septembre au large de la côte mexicaine. Des rafales de 160 km/h ont été signalées sur la côte, cassant certaines infrastructures électriques ce qui a coupé le courant et l’approvisionnement en eau potable. Les fortes pluies et le vent violent ont contribué aux inondations qui ont endommagé de nombreuses routes. Dans la zone sinistrée, environ 800 personnes ont été contraintes de quitter leur domicile.

## Évolution météorologique
Une onde tropicale s'est déplacée au large des côtes africaines le 15 août. Elle a traversé le bassin atlantique tropical et la mer des Caraïbes avant d'entre dans l'est de l'océan Pacifique le 29 août. Le système a rapidement développé une convection profonde et une circulation fermée de surface. Le 1er septembre, il s'est organisé en dépression tropicale Neuf-E alors qu'il est situé à environ 270 km au large de la côte sud-ouest du Mexique. La dépression s'est d'abord déplacée vers l'ouest-nord-ouest mais peu de temps après elle s'est tournée vers le nord-nord-ouest.
Passant dans un zone aux conditions favorables, la dépression s'est lentement renforcée pour devenir la tempête tropicale Henriette le 2 septembre alors qu'elle était située à 350 km à l'ouest de Manzanillo. Plus tard dans la journée, la convection s'est enroulée autour du centre de circulation. Henriette ensuite s'est rapidement organisée et est devenue un ouragan de catégorie 1 le 3 septembre alors qu'elle se trouvait à 217 km à l'ouest-sud-ouest de Puerto Vallarta, Jalisco.
Tard le 3 septembre, un œil a commencé à se former au centre de la convection profonde alors qu’Henriette tournait vers le nord-ouest. L'œil est devenu mieux défini le lendemain et le système a atteint son intensité maximale avec des vents soutenus de 160 km/h (catégorie 2) alors que la partie nord du mur de l'œil se déplaçait sur le sud de la péninsule de Basse-Californie.
L'ouragan a rapidement traversé la pointe et a émergé à nouveau dans l'océan Pacifique sous la forme d'un cyclone affaibli avec des vents de 135 km/h et une convection perturbée près du centre. La convection a progressivement diminué à mesure que l'ouragan se déplaçait sur des eaux de plus en plus froides et le 6 septembre, Henriette s'est affaiblie jusqu'à devenir une dépression tropicale. La tempête s'est tournée vers l'ouest et s'est progressivement affaiblie pour devenir résiduelle après le 8 septembre.

## Préparatifs et conséquences

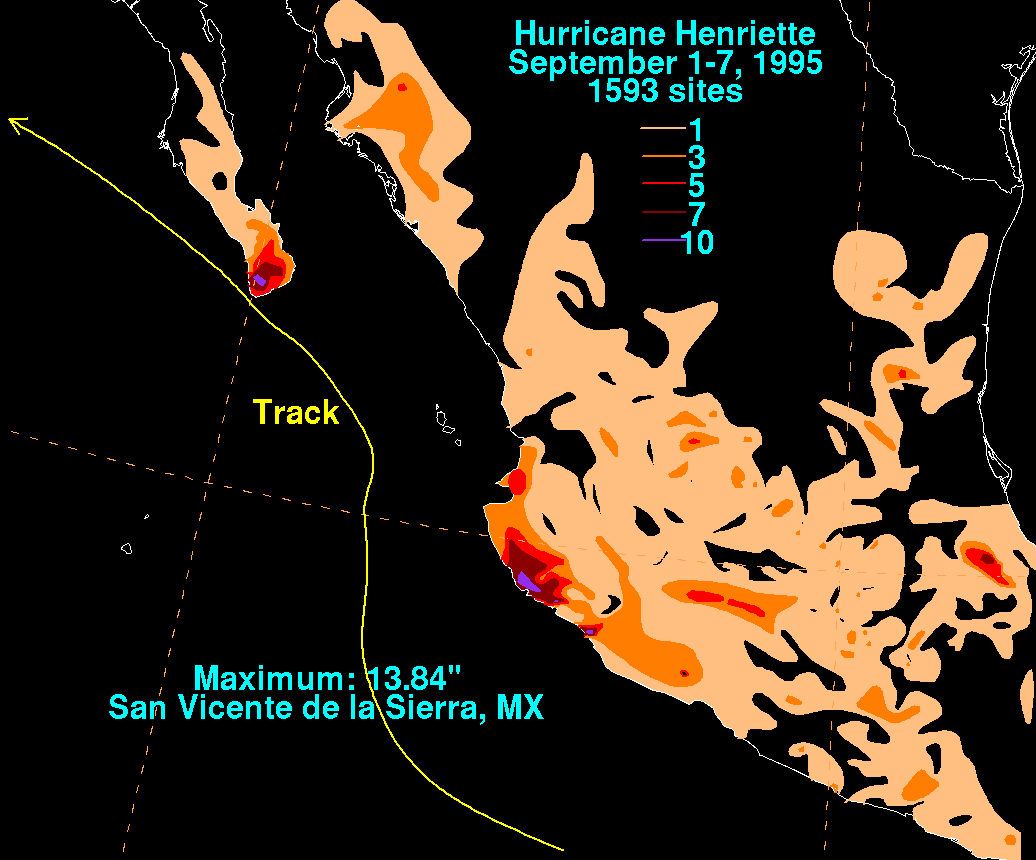
Accumulation de pluie en pouces.

Le 2 septembre, quelques heures après qu’Henriette soit devenue une tempête tropicale, le gouvernement du Mexique a émis une veille de tempête tropicale pour la péninsule de Basse-Californie. Tôt le lendemain, la veille a été rehaussée en veille d'ouragan, et 18 heures avant son arrivée, le bulletin est devenu une alerte d'ouragan. 
La menace de l'ouragan a incité un navire de Carnival Cruise Line à modifier son itinéraire prévu pour visiter les ports mexicains. Le capitaine a changé la route du navire pour visiter la côte sud de la Californie. De nombreux passagers mécontents ont exigé des remboursements, auxquels la compagnie a offert des réductions pour les futures croisières et un crédit de 40 $ à dépenser pendant leur croisière.
Des rafales allant jusqu'à 160 km/h ont été signalées dans le sud de la Basse-Californie qui  ont laissé une grande partie de Cabo San Lucas sans eau ni électricité. Au total, 2 000 personnes ont été directement touchées par l'ouragan.
Une forte onde de tempête a provoqué des inondations et de lourds dégâts routiers dans l'État. Environ 800 personnes ont été forcées de quitter leurs maisons et des dégâts aux récoltes ont été signalés. En moyenne, il est tombé 250 mm de pluie sur les zones touchées, bien que les précipitations maximales aient dépassé 330 mm. Aucune estimation des dégâts n'est disponible et aucun décès n'a été signalé,.